# Malka Ribowska
Malka Ribowska (ur. 20 maja 1931 w Warszawie, zm. 5 września 2020) – francuska aktorka polskiego pochodzenia.

## Biografia
W 1951 wystąpiła po raz pierwszy na ekranie, jej kariera przyspieszyła gdy poślubiła reżysera i scenarzystę René Allio. W latach 70 grała głównie role dramatyczne w telewizji.

## Filmografia

### Kino
- 1951: Une histoire d'amour
- 1960: Vers l'extase - Hassibah
- 1961: Trzej muszkieterowie - Madame de Lannoy
- 1962: La Meule - Nathalie
- 1962: Niedziele w Avray - wróżka
- 1962: Wąchać kwiatki od spodu - aktorka grająca Nataszę w przedstawieniu
- 1965: Starsza pani bez godności - Rosalie
- 1965: Piękna Angelika - Madame de Brinvilliers
- 1967: L'Une et l'Autre - Anne
- 1973: Dwaj ludzie z miasta - adwokat
- 1975: Czerwony afisz
- 1989: La Passion de Bernadette
- 1991: Tranzyt
- 1997: Mange ta soupe

### Telewizja
- 1961: Les cinq dernières minutes
- 1971: Tout spliques étaient les Borogoves - pani Thérazeau
- 1972: Le sagouin - Paule de Cernès
- 1974: Żałoba przystoi Elektrze - Christine
- 1974: Chéri-Bibi - hrabina
- 1975: Blaski i nędze życia kurtyzany - Diane de Maufrigneuse
- 1978: Sam et Sally - Jeanne Bardon
- 1978: La femme rompue
- 1983: L'homme de la nuit - Olga
- 1984: Madame S.O.S.
- 1985: Chateauvallon - Mathilde
- 1995: Navarro - pani Caron
- 1998: Navarro - pani Chamard

## Teatr
- 1952: Dom lalki
- 1954: La Sauvage
- 1955: Juge de son honneur ou l'Alcade de Zalamea
- 1957: Paolo Paoli
- 1958: Proces Jezusa
- 1959: La Seconde Surprise de l'amour
- 1960: Le Mobile
- 1962: Idiota
- 1963: Lekarz swojego honoru
- 1974: Polka
- 1987: Poncjusz Piłat